# Sułkowice (Sainte-Croix)
Pour les articles homonymes, voir Sułkowice (homonymie).
Sułkowice est une localité polonaise de la gmina de Solec-Zdrój, située dans le powiat de Busko en voïvodie de Sainte-Croix.